# Liam Highfield
Liam Highfield est un joueur de snooker anglais né le 1er décembre 1990 à Swindon.

## Carrière
Highfield a remporté deux titres sur le circuit amateur de l'International Open Series en 2008 et 2009. Ces résultats lui ont permis de passer professionnel lors de la saison 2009-2010.
Il connaît son meilleur résultat en tournoi lors de l'Open d'Inde 2017 où il parvient à aller jusqu'en quart de finale. Il s'y incline face à John Higgins, 4 manches à 0. Il réitère cette performance en janvier 2023, à l'occasion du Shoot-Out.
Highfield compte trois participations au championnat du monde. Il se qualifie une première fois en 2018, où il est battu d'entrée par Mark Allen (10-5). Qualifié à nouveau en 2021, il perd cette fois contre Judd Trump. Highfield se qualifie à nouveau l'année suivante et échoue au premier tour contre Anthony McGill (10-7).  
Alors qu'il atteint le meilleur classement de sa carrière en mai 2022, Liam Highfield se retrouve éliminé du circuit professionnel deux ans plus tard, étant à court de points. Redescendu sur le circuit secondaire du Q Tour, il remporte début 2025 le troisième titre de sa carrière à Walsall (Angleterre). Seulement quelques semaines après, l'Anglais retrouve sa place sur le circuit professionnel après avoir bien figuré dans les séries éliminatoires du circuit secondaire. Malgré ce retour sur le circuit, Highfield se présente quand même au championnat d'Europe amateur, dont le vainqueur se voit récompenser lui aussi d'une place sur le circuit principal. Highfield survole le tournoi, si bien que la place est exceptionnellement donnée au finaliste du tournoi, le tout jeune Michał Szubarczyk, 14 ans, qui devient par voie de conséquence le plus jeune professionnel de l'histoire.    

## Palmarès
| Légende | Catégorie                        | Titres                         | Finales                        |
|         | Tournois classés                 | 0                              | 0                              |
|         | Tournois classés mineurs         | 0                              | 0                              |
|         | Tournois non classés             | 0                              | 0                              |
|         | Tournois du circuit du challenge | 2                              | 0                              |
|         | Tournois amateurs                | 2                              | 2                              |
| Gras    | Tournois de la triple couronne   | Tournois de la triple couronne | Tournois de la triple couronne |

### Titres
| Saison    | Nom du tournoi                             | Lieu      | Finaliste     | Score | Tableau |
| 2007-2008 | Séries internationales Pontins (épreuve 8) | Prestatyn | Justin Astley | 6-2   |         |
| 2009-2010 | Séries internationales Pontins (épreuve 2) | Prestatyn | Neal Jones    | 6-2   |         |
| 2024-2025 | Q Tour n°7                                 | Walsall   | Dylan Emery   | 4-3   |         |
| 2024-2025 | Q Tour Play-offs                           | Antalya   | Iulian Boiko  | 10-3  |         |

### Finales perdues
| Saison    | Nom du tournoi                             | Lieu      | Vainqueur     | Score | Tableau |
| 2009-2010 | Séries internationales Pontins (épreuve 1) | Prestatyn | Jack Lisowski | 5-6   |         |
| 2009-2010 | Séries internationales Pontins (épreuve 6) | Prestatyn | Kyren Wilson  | 4-6   |         |